# خباب بن ارت
خَبّاب پسر اَرَتّ نَبَطی از اصحاب محمّد، پیغمبر اسلام و از مهاجرین است. خبّاب ششمین مردی بود که اسلام آورد. او معلّم قرآن فاطمه دختر خطاب و شوهرش سعید بود و او عمر بن خطاب را به خانه ارقم بن ابی الأرقم راهنمایی کرد و بعد نیز به او قرآن می‌آموخت. خبّاب در جنگ بدر، احد، خندق و تبوک در سپاه اسلام می‌جنگیده‌است.

## در گذشت
دربارهٔ مرگ خباب، دو روایت وجود دارد:
۱-خباب بن ارت در زمان خلافت عمر بن خطاب و در سال ۱۶ هجری مرد.
۲- هنگامی که علی بن ابی طالب در جنگ صفین بود، خباب در سال ۳۷ هجری در ۷۳ سالگی مرد و نخستین کسی بود که بیرون از کوفه دفن شد.